# Jack Radcliffe
Jack Radcliffe, pseudonimo di Frank Martini (New York, 7 maggio 1960), è un attore pornografico statunitense, che lavora in film a tematica omosessuale, in special modo quelli indirizzati alla sottocultura della comunità ursina.

## Biografia
Radcliffe è nato a Staten Island a New York nel 1960. È cresciuto con i genitori di origini italiane, una sorella ed un fratello minore. Studiò negli istituti scolastici del suo quartiere, prima di frequentare l'Università di Buffalo, dove conseguì due lauree brevi in matematica e fisica. Fece coming out nel 1983 e l'estate di quell'anno si trasferì a Denver.
Radcliffe fu "scoperto" nel 1989 dal fotografo Chris Nelson, che lo ritrasse (con lo pseudonimo "Jack Radcliff") nel suo volume The Bear Cult, che contribuì a stabilire l'immaginario associato alla nascente subcultura bear (ursina) che «idealizza uomini massicci, irsuti e barbuti in contrasto con l'enfasi sui corpi giovanili e slanciati propria della cultura gay. Debuttò nel numero 9 della rivista Bear Magazine, curata da Richard Bulger - partner di Nelson - e pubblicata dalla compagnia Brush Creek Media; continuò ad apparirvi come modello anche dopo essersi trasferito a San Francisco nel 1989. Durante la stessa seduta fotografica, Radcliffe girò anche il suo primo video pornografico in solitaria. Anche la scelta dello pseudonimo volle sottintendere un certo distacco dalla pornografia maschile di quegli anni.
A San Francisco, Radcliffe lavorò sia come barista presso il Lone Star Saloon, locale rivolto a clienti omosessuali che contribuì alla formazione della comunità ursina, sia come modello per la Brush Creek Media, divenendo una figura popolare nella crescente comunità ursina. Alcuni anni dopo, Nelson e Bulger proposero a Radcliffe di partecipare a film pornografici di genere gay per la Brush Creek Media. Radcliffe accettò, comparendo in sette film per adulti al fianco di stars come Chris Steele, Michael Brandon e Zak Spears. Successivamente ha partecipato ad altre lavorazioni con Butch Bear e Massive Studio. Successivamente si è ritirato dalla recitazione in film per adulti. Negli anni novanta e primi duemila, Radcliffe ha lavorato come direttore finanziario per una compagnia di consulenza informatica. Successivamente ha svolto la professione di agente immobiliare.

## Filmografia
- Original bear 3 - Uncut Footage (1989), regia di n/d
- Classic bear (1996), regia di Steve Landess
- Bear sex party (1996), regia di Steve Landess
- Bear palm spring vacation (1997), regia di n/d
- Leather bears at play (1997), regia di Steve Landess
- Big bear trucking co. 1 (1999), regia di Thornton Grey
- Big bear trucking co. 2 (2000), regia di Thornton Grey
- Hard mechanics (2003), regia di John Bruno
- Erotic spotlight series 1 (2005), regia di n/d
- Erotic spotlight series 3 (2006), regia di n/d
- Massive muscle bears (2008), regia di n/d

## Eredità ed impatto culturale
Radcliffe è spesso citato come una delle rappresentazioni iconiche più durature (se non la più duratura) dell'estetica bear nella pornografia, nella cultura gay e più in generale. È stato descritto come «la Marilyn Monroe della cultura bear», un «ragazzo copertina della cultura bear» e un'«icona bear in carica». Nonostante ciò, Radcliffe ha minimizzato il suo ruolo nella cultura bear.
Nella storia di Bear Magazine, Radcliffe è stato il modello di copertina più significativo. Jack Fritscher, precedentemente caporedattore della rivista Drummer, nella prefazione di The Bear Book II: Further Readings in the History and Evolution of a Gay Male Subculture (2001) di Les K. Wright, indica Radcliffe come il modello di maggior guadagno per la Brush Creek Media e lo indica come un'icona per la compagnia. Wright stesso lo indica come colui che ha impersonato l'estetica della "bellezza bear" nelle sue pellicole specificamente orientate alla cultura bear. D'altra parte, Radcliffe è stato anche identificato come un esempio di una nuova estetica nella cultura bear, contribuendo a formare l'immaginario dell'uomo muscoloso in contrapposizione con l'aspetto "normale", "medio" o "grassottello" che l'aveva caratterizzata in precedenza.